# Штефан Гадалін
Штефан Гадалін (словен. Štefan Hadalin) — словенський гірськолижник, призер чемпіонату світу.
Срібну медаль чемпіонату світу Гадалін здобув на чемпіонаті 2019 року в змаганнях з гірськолижної комбінації. 

## Результати чемпіонатів світу
| Рік  | Вік | Слалом | Гігантський слалом | Супергігант | Швидкісний спуск | Комбінація | Командні |
| ---- | --- | ------ | ------------------ | ----------- | ---------------- | ---------- | -------- |
| 2017 | 21  | 10     | 28                 | —           | —                | 28         | 9        |
| 2019 | 23  | —      | —                  | —           | —                | 2          | —        |

## Результати Олімпійських ігор
| Рік  | Вік | Слалом | Гігантський слалом | Супергігант | Швидкісний спуск | Комбінація | Командні |
| ---- | --- | ------ | ------------------ | ----------- | ---------------- | ---------- | -------- |
| 2018 | 22  | DNF1   | 21                 | —           | —                | 8          | 9        |